# トイトブルクの森

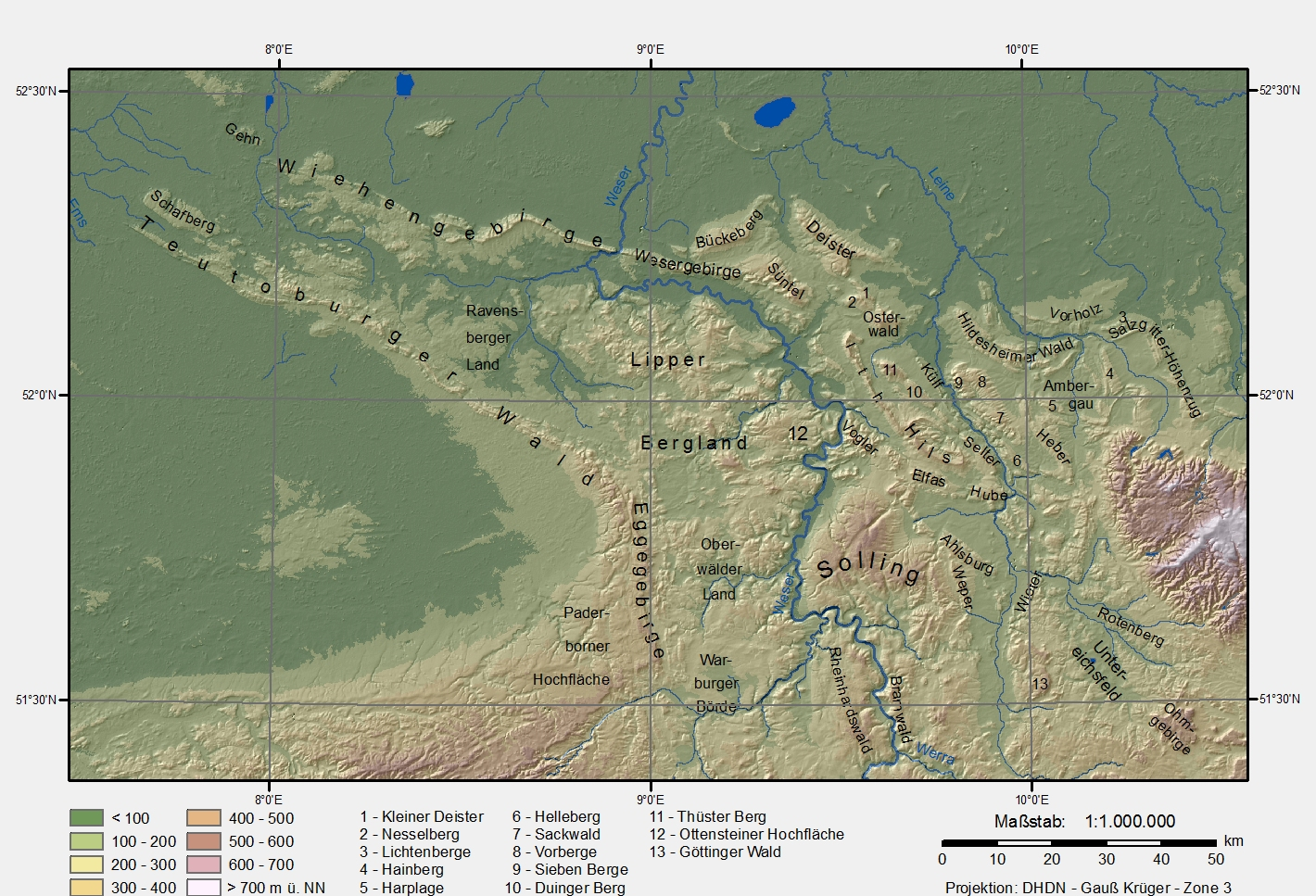
ニーダーザクセン州とノルトライン＝ヴェストファーレン州との州境付近の地形図

トイトブルクの森（ドイツ語: Teutoburger Wald、地元では「トイト」と呼ばれる）は、ドイツのニーダーザクセン州のニーダーゼクシシェス・ベルクラントとノルトライン＝ヴェストファーレン州にまたがる、最高地点が海抜 446.4 m の中低山地である。北西はヘルステル近郊のテックレンブルガー・ラントからオスナブリュック、ビーレフェルトの近傍を通り、南東はホルン＝バート・マインベルクに至る。17世紀までは南東に続くエッゲ山地と併せて「オスニング」と総称されていた。
トイトブルクの森は、西暦9年にローマ人とゲルマン人との間で起こったヴァールスの戦い（トイトブルクの森の戦いとも呼ばれる）で知られている。観光地としては、ヘルマン記念碑、自然文化財のエクテルンシュタイネやデーレンター・クリッペンがある。最も高い山はバルナッケンである。

## 名称
「オスニング」は、1616年にドイツの地理学者で歴史家のフィリップ・クリューヴァーによって「トイトブルクの森」と改名された。これは、 ローマ軍がケルスカー族の族長アルミニウスに率いられたゲルマン軍によって撃破されたヴァールスの戦い（clades Variana、直訳すると「ヴァールスの敗北」、「トイトブルクの森の戦い」の名でも知られる）が行われた地域としてローマの文筆家タキトゥスが記述している teutoburgiensis saltus をドイツ語に訳し戻した名称である。クリューヴァーは、この地に実在するトイトベルクに基づいてこの仮説を組み立てた。ブロムベルクの牧師ヨハネス・ピデリートが1627年にこの説に賛同した。新しい名称の使用は18世紀から始まった。決定的だったのはパーダーボルンとミュンスターの司教領主フェルディナント・フォン・フュルステンベルクが1669年に Monumenta Paderbornensia で使用し、出版された地図にもこの名称が用いられたことであった。
「オスニング」は現在でもトイトブルクの森の一部であるビーレフェルト南東のエプベルク (309.5 m) 周辺の名称として用いられる。日常的な会話においては、「トイトブルクの森」という名称はしばしば「トイト」と短縮して呼ばれる。バート・イーブルク周辺はイーブルクの森、エルリングハウゼンとホルン＝バート・マインベルクとの間はリッペの森とも呼ばれる。

## 地理

### 位置
トイトブルクの森は、ウンテーレス・ヴェーザーベルクラント（ヴェーザー川下流域山地）の一部であるニーダーゼクジシェス・ベルクラントに位置する。ニーダーザクセン州に属すオスナブリュク郡以外は、ノルトライン＝ヴェストファーレン州に属している。北西はテックレンブルガー・ラントに位置するヘルステルから南に、イベンビューレン、オスナブリュックの近傍をかすめ、ギュータースロー付近でオストヴェストファーレンへ入り、ビーレフェルトの市域内およびリッペ郡のエルリングハウゼンやデトモルト近郊を通って南東のホルン＝バート・マインベルクに至る。
ホルン＝バート・マインベルクの近くに、南に延びるエッゲ山地との接続点がある。接続点はクニーベルク （365.1 m） の南東に接するジルバーミューレ (249.1 m)、すなわちフェルトロムから北北東にレオポルツタールへ向かって流れるジルバーバッハ川である。クニーベルクはその南方でジルバーバッハ川の谷の西側に位置するブーヒェンベルク（約 385 m）とともにトイトブルクの森南東部の山である。この谷の南東にリッピシェス・フェルマーストート (441.4 m)の北斜面、およびその南に位置するプロイシシェス・フェルマーストート（約 464 m）はエッゲ山地の最も北部に属している。こうした山地接続点の南西に、トイトブルクの森南東部の南西麓であり、エッゲ山地北部の西麓にあたる砂地のゼンネ地方が位置している。
褶曲山地であるトイトブルクの森は、その北側に位置するヴィーエン山地とともに北ドイツ盆地にそびえている。この中低山地の南西にはヴェストファーレン盆地、東にはリッパー・ベルクラントがある。
トイトブルクの森の最高地点は、山地最高峰のバルナッケン (446.4 m) で、山地南東部に位置している。山地の北西部では、森に覆われた山はほぼ連続的に高度を下げ、ヘルステルの南南東に位置するフックベルク (95.2 m) で最低点となった後、エムス川西岸に張り出した支脈のティーベルク (83.5 m) を終端とする。

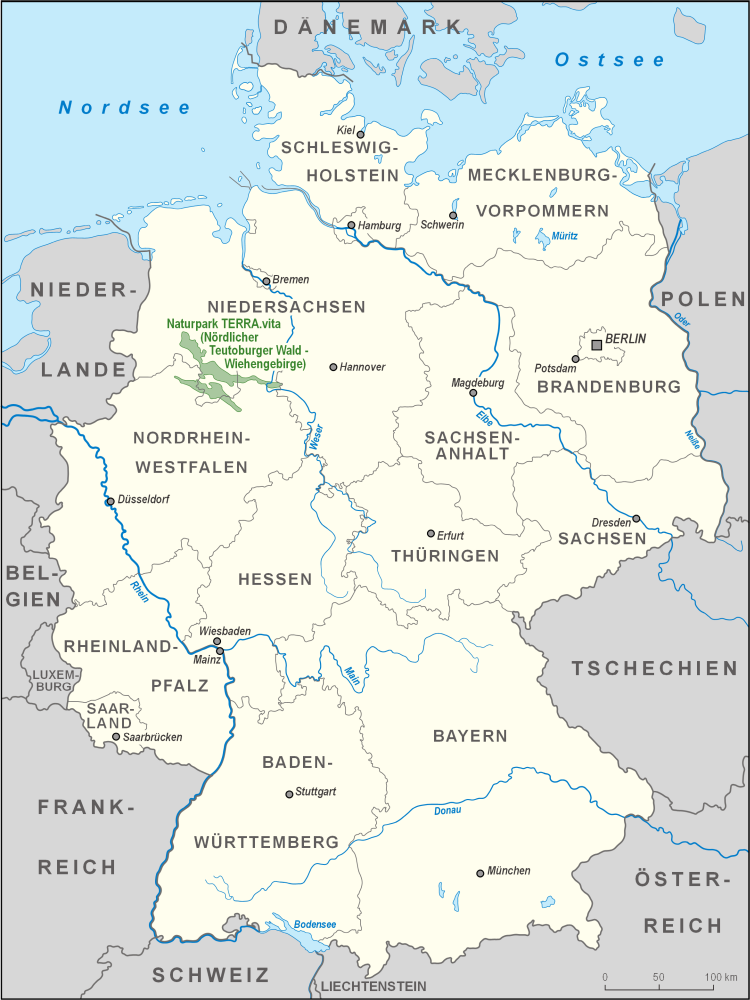
TERRA.vita 自然・地質学公園

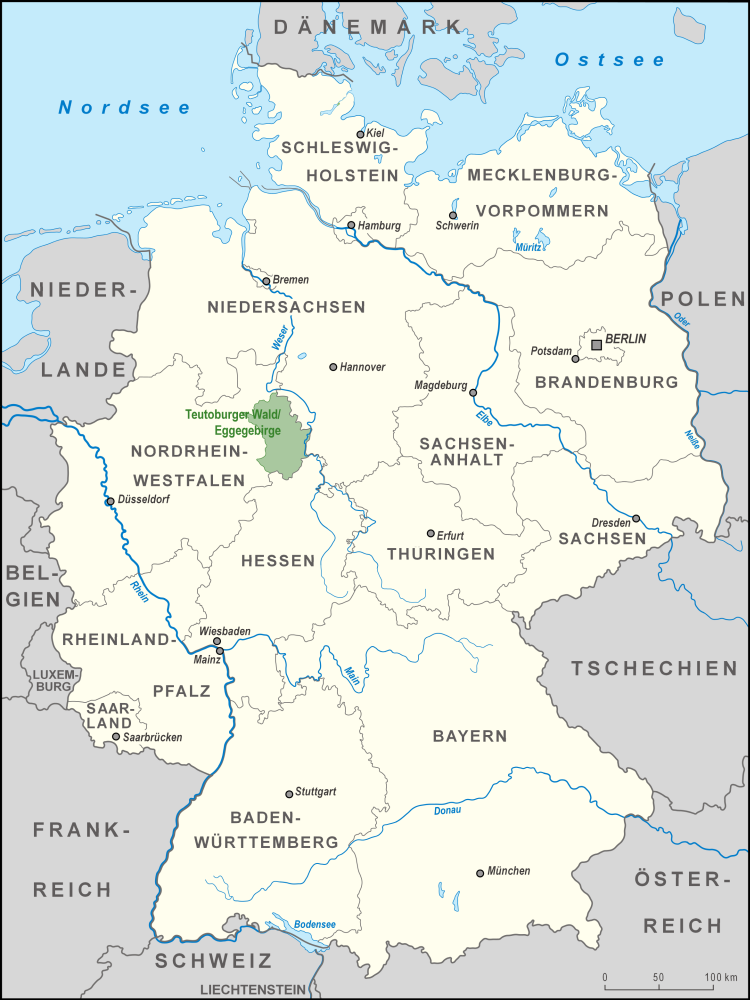
トイトブルクの森/エッゲ山地自然公園

### 自然公園
トイトブルクの森のほぼ全域が、2つの隣接する自然公園のいずれかに属している。北西部（ビーレフェルトの北西側）と北に位置するヴィーエン山地には、広さ 1,220 km2 の TERRA.vita 自然・地質学公園がある。また、南東部（ビーレフェルトの南東側）とエッゲ山地およびディーメルタールまでのその南周辺部には広さ 2,711 km2 のトイトブルクの森/エッゲ山地自然公園（かつてはエッゲ山地およびトイトブルクの森南部自然公園とも呼ばれた）がある。

### 山
トイトブルクの森は、南東部ではエッゲ山地に直接つながっている。このため、どの山が最も高いのか、すなわちどの山がどちらの山地に属すのかは、一見はっきりしていない。これに関しては、リッピシェ・フェルマーストートとプロイシシェ・フェルマーストートが議論となる。しかし、これらは既述の通り、地質学上はエッゲ山地に属す山である。
トイトブルクの森の最も南東にあたるジルバーバッハタール北西岸に位置するバルマッケン (446.4 m) がこの山地全体で最も高い山である。山地中央部分では、オスナブリュック南部ゲオルクスマリーエンヒュッテ近郊にあるデーレンベルク (331.2 m) が最も高い。北西部では、レンゲリヒの北、テックレンブルクの東に位置するレーデン近郊の、連邦アウトバーン A1号線の東約 450 m にあるレーデナー・ベルク (202.4 m) が 200 m を超える高さである。これはイベンビューレン＝ディッケンベルク山麓 (216 m) とほぼ同じ高さである。
シュタインフルト郡では、シュタットベルクやライネのヴァルトヒューゲル (90.4 m) の他にライネからノイエンキルヒェンに延びるティーベルク (83.5 m) もトイトブルクの森の支脈である。
主な山：
高さ（特に記載のない限りは海抜）の順に列記し、近隣の集落を記した。

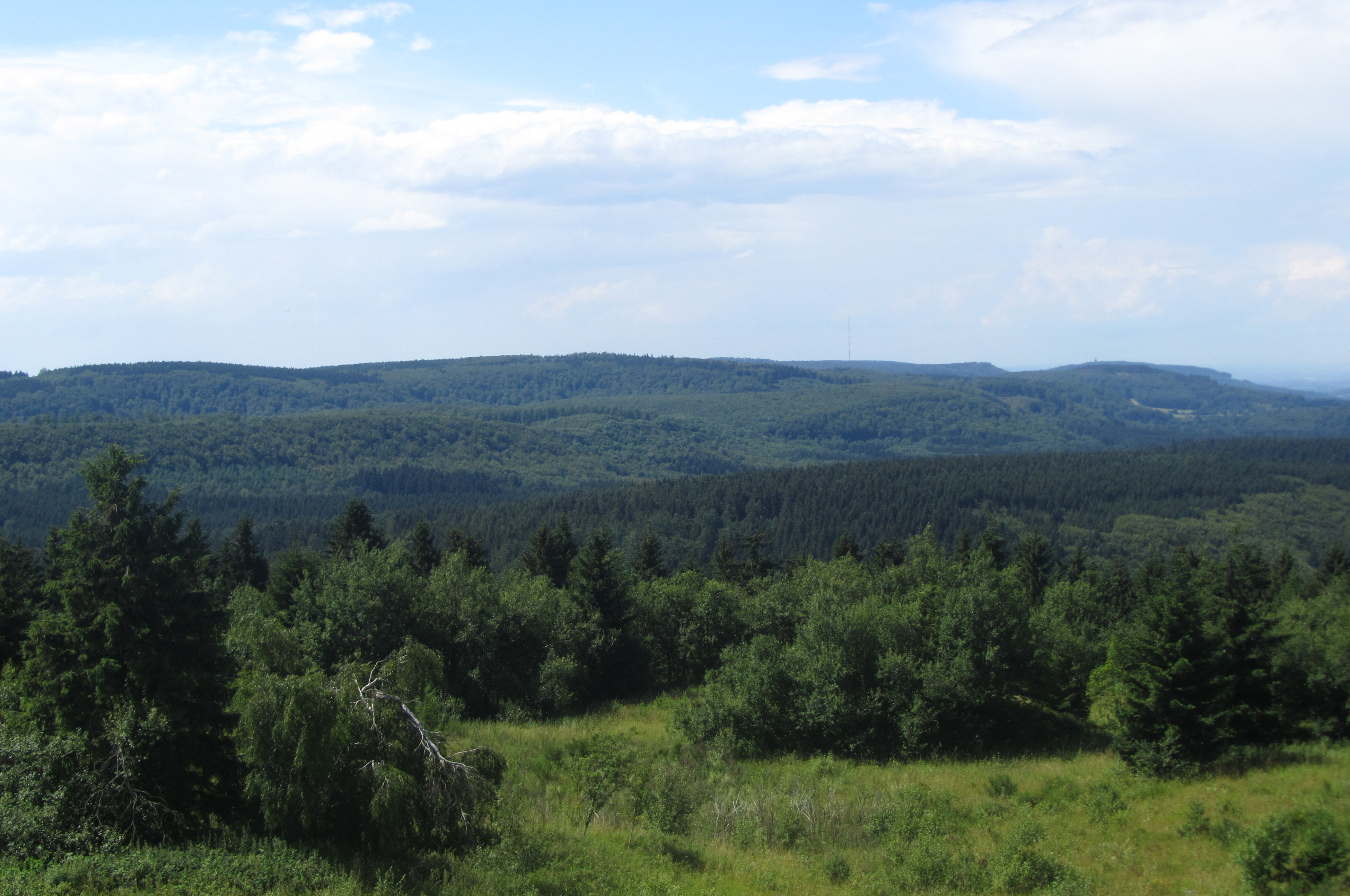
フェルマーストートの展望塔エッゲ塔から見たバルナッケン

- バルナッケン（ドイツ語版、英語版） (446.4 m)、ホルン＝バート・マインベルク＝ホルツハウゼン
- ホーレシュタイン (433.2 m)、シュランゲン＝コールシュテット、ホールシュタイン洞窟がある
- オベーラー・ランゲンベルク (418.8 m)、ホルン＝バート・マインベルク＝ホルツハウゼン
- シュテムベルク (401.9 m)、ホルン＝バート・マインベルク＝ホルツハウゼン、近くにファルケンブルク城趾がある
- ビールシュタイン (393.6 m)、デトモルト＝ヒデーゼン、送信施設がある。
- グローテンブルク（またはトイトベルク、386 m）デトモルト＝ヒデーゼンヘルマン記念碑と環状土塁
- クニーベルク (365.1 m)、ホルン＝バート・マインベルク、トイトブルクの森の南東端
- グローサー・エーベルク (339.6 m)、デトモルト＝ピヴィッツハイデ V.L.
- テンスベルク (336.9 m)、エルリングハウゼン、ヒューネン礼拝堂、ザクセン砦、レンス記念碑、第一次世界大戦戦没者記念碑、風車基部「クムストトンネ」
- デーレンベルク (331.2 m) ゲオルクスマリーエンヒュッテ、ヘルマン塔（展望塔）
- エプベルク (309.5 m)、ビーレフェルト＝ゼンネ、「鉄のアントン」（展望塔）
- ハンケニュル (307.1 m)、ディッセンおよびボルクホルツハウゼン
- ホランツコプフ (306.6 m)、ボルクホルツハウゼン
- ヨハニスエッゲ (293 m)、ボルクホルツハウゼン、ルイーゼン塔（展望塔）
- グローサー・フレーデン (269 m)、ヒルター、動植物生息綱領保護地域
- シュタインエッゲ (TW) (266 m)、ディッセン・アム・トイトブルガー・ヴァルト
- ホーンスベルク (242 m)、バート・イーブルク
- ヴェスターベッカー・ベルク (235 m)、リーネン
- ボイトリング (約 220 m)、メレ＝ヴェリングホルツハウゼン。自然保地域、展望塔
- ウアベルク (218.1 m)、バート・イーブルク
- レーデナー・ベルク (202.4 m)、テックレンブルク＝レーデン
- ヨハニスベルク (197 m)、ビーレフェルト
- クプファーベルク (197 m)、デトモルト＝ハイデンオルデンドルフ
- リムベルク (194.3 m)、バート・イーブルク、1910年にツェッペリン飛行船 LZ 7 が墜落した場所である
- ランマースブリンク (191.9 m)、ゲオルクスマリーエンヒュッテ、ヴァールス塔
- デーレンター・クリッペン (159 m)、イベンビューレン
- クローテンベルク (159 m)、ブロホターベック
- ハーゲンベルク (139.2 m)、バート・イーブルク
- リーゼンベッカー・ベルク (134 m)、ヘルステル＝リーゼンベック
- ビルクター・ベルク (131.8 m)、ヘルステル＝ブリクテ
- ラーガーベルク (128.2 m)、ヘルステル＝リーゼンベック
- ベルゲスヘーフェダー・ベルク (118.2 m)、ヘルステル＝リーゼンベック
- フックベルク (95.2 m)、ヘルステル＝ベーファーゲルン、トイトブルクの森の北西端
- ティーベルク（ノインキルヒェナー・ベルク: 83.5 m）、ライネとノイエンキルヒェンとの間

### 分水界と川

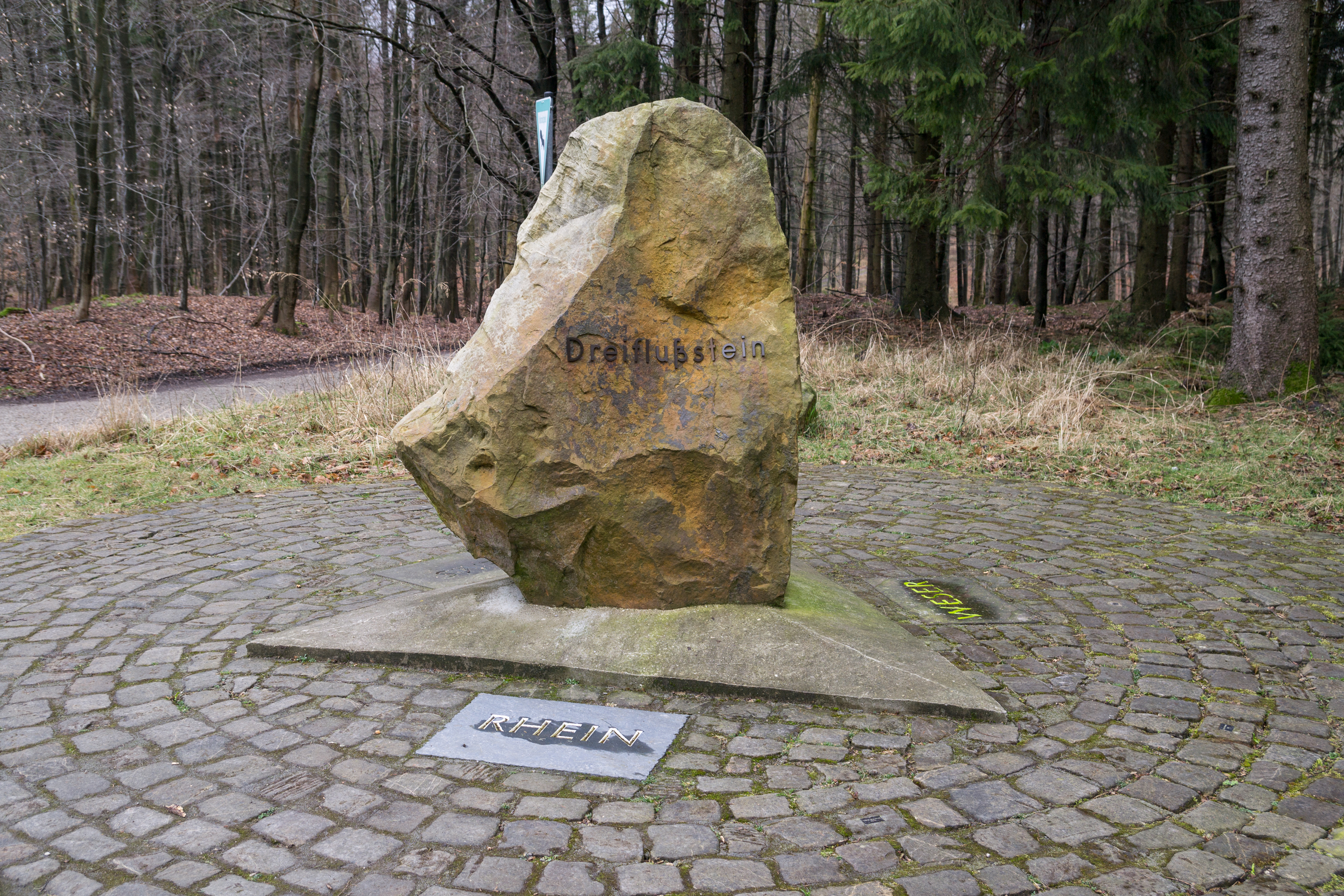
ドライフルスシュタイン

トイトブルクの森の中央部分は、ヴェーザー＝エムス分水界を構成している。リッピシェ・ヴァルト内にあたり、上述のバルナッケンがある最南東部は、ライン＝ヴェーザー分水界の一部である。この2つの分水界は、2009年に標石「ドライフルスシュタイン」（直訳すると「3本の川の石」）が設置された水路学上の分水点で隣り合っている。
トイトブルクの森を流れる最も長い川は、エムス川 (約 371 km)、リッペ川 (約 220 km)、ハーゼ川 (約 170 km) である。さらにこの中低山地およびその前山からは各多くの小川や渓流が湧出している。主なものをアルファベット順に列記する。

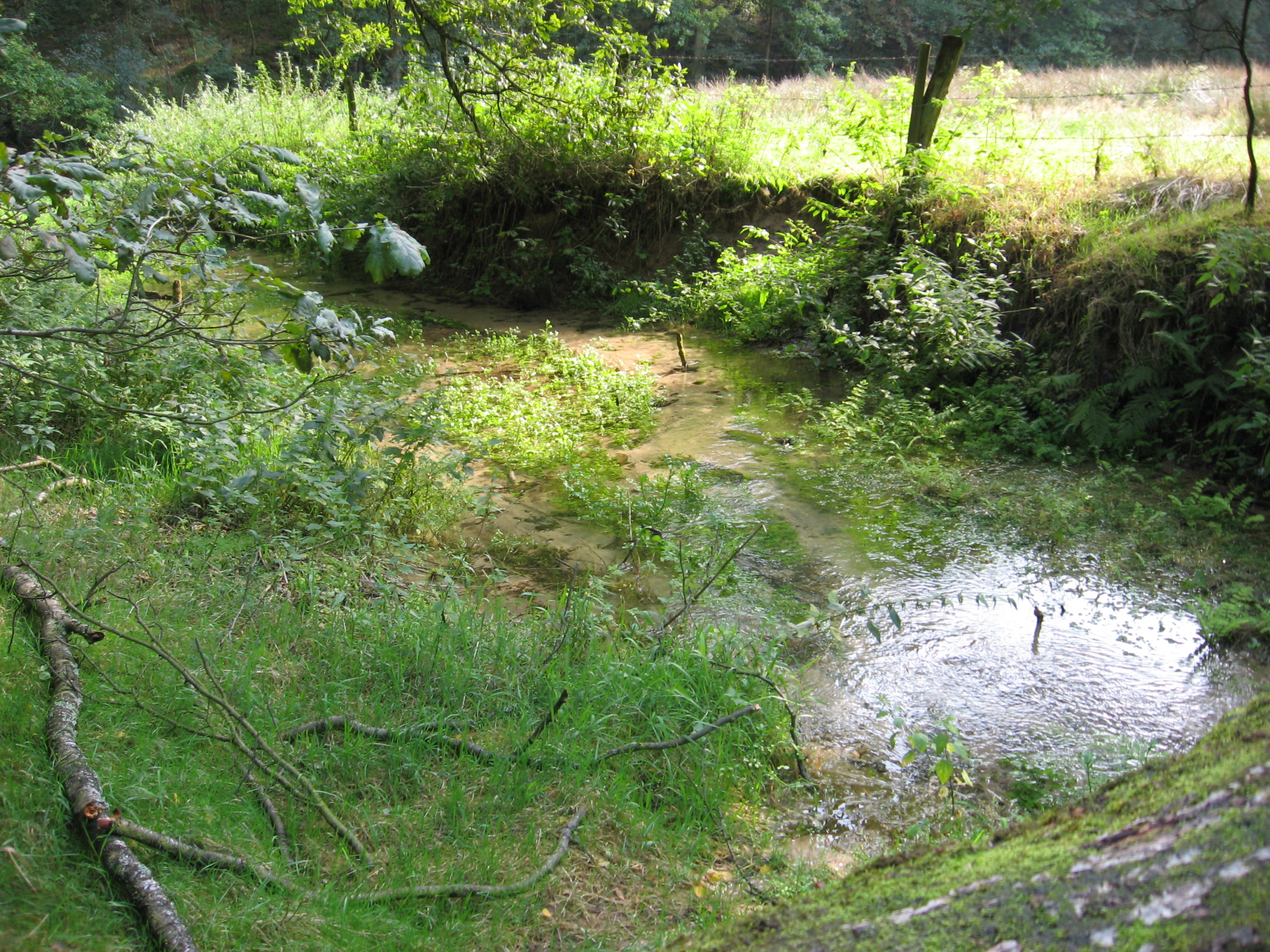
水源から数百mのエムス川

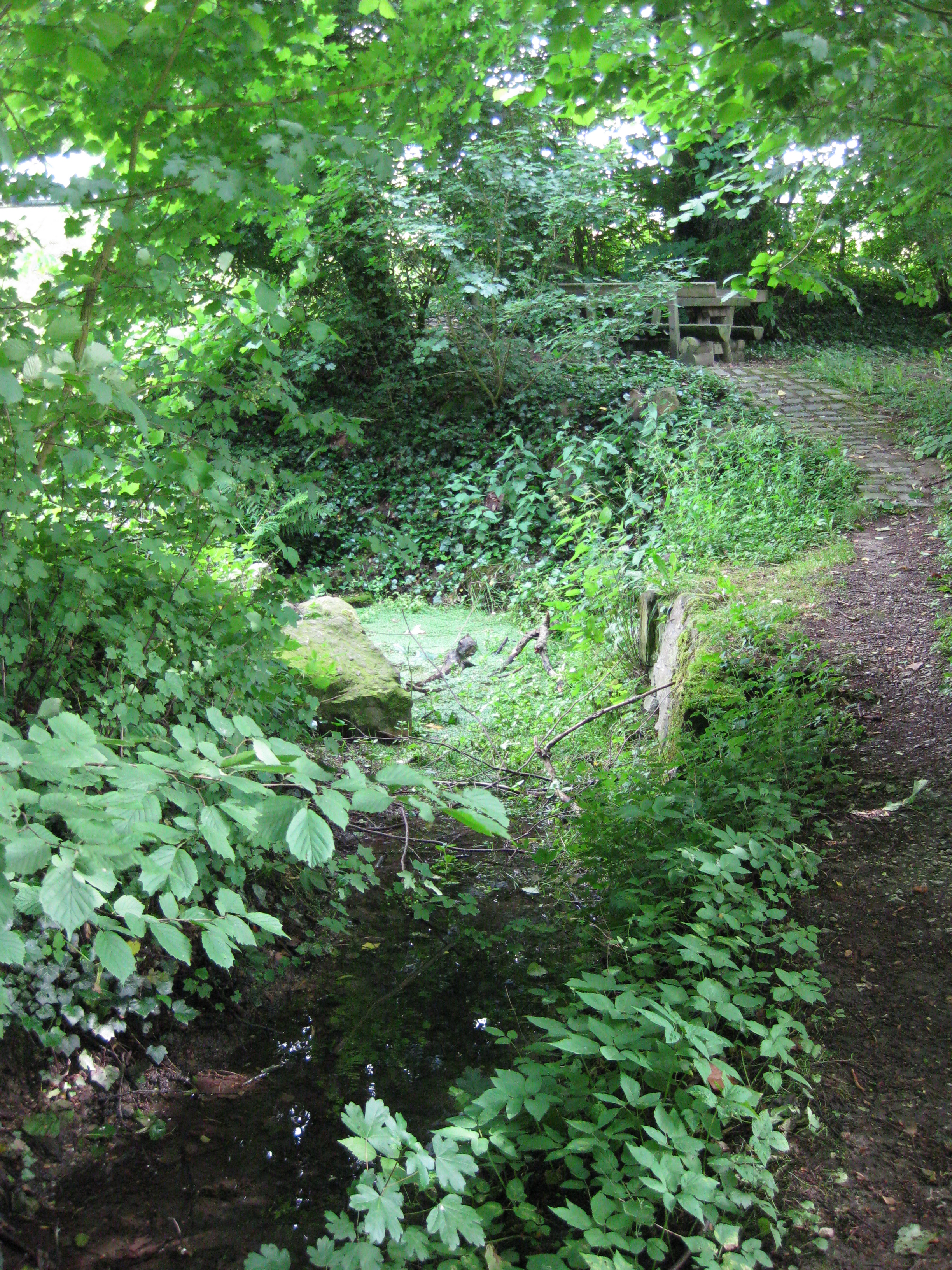
ハーゼ川の水源

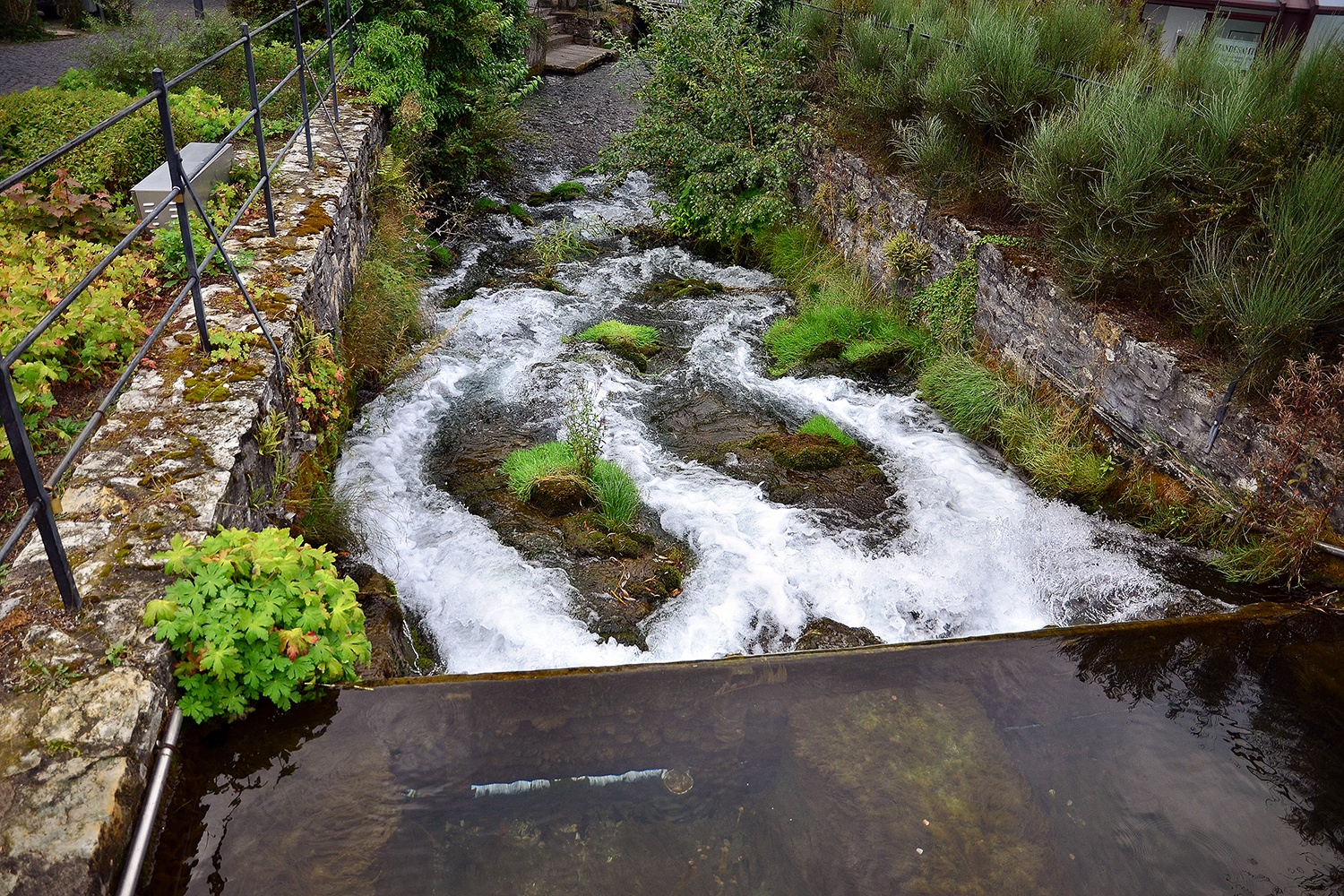
リッペ川水源

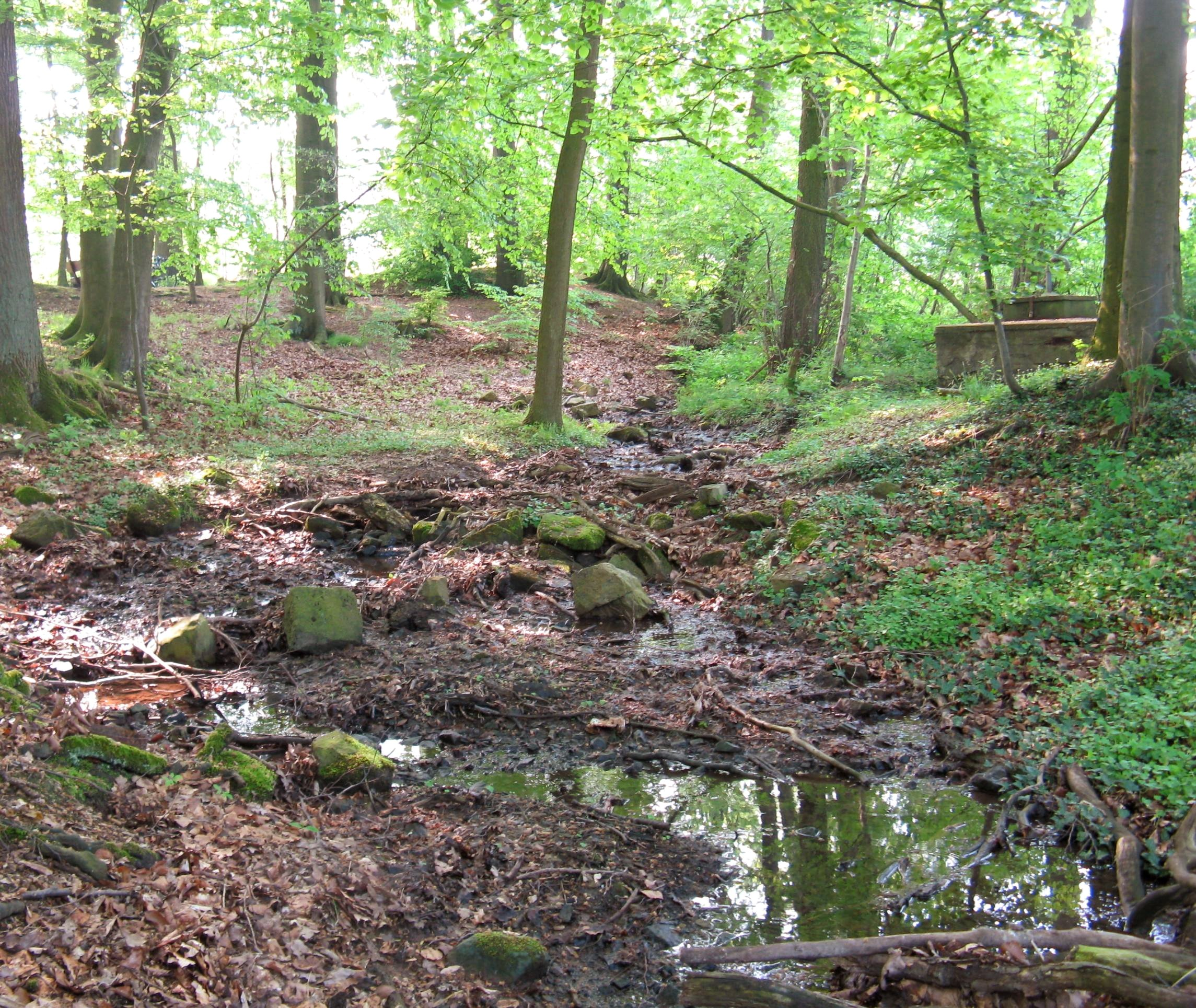
ヴェレ川水源

- ベーファー川（ドイツ語版、英語版）、多くの南西向きの小川を集めるこの川は、エムス川の支流である。
- ドライエルヴァルダー・アー川（北側）、トイトブルクの森北西部とシャフベルク（ヴィーエン山地の西続きの山）との間を流れる。北西に向かいエムス川に合流する。
- デューテ川、ヒルター北西のホーンスベルク北東斜面に湧出し、ゲオルクスマリーエンヒュッテを通ってオスナブリュックの下方でハーゼ川に合流する。
- エムス川、リッペ川と同じくゼンネ地域に湧出する。他にもゼンネから湧出するエムス川支流がある。
  - ダルケ川はヴァーペルバッハ川を容れた後、ギュータースローの西でエムス川に合流する。
  - ゼンネバッハ川はリートベルクの西でエムス川右岸に合流する。
- フレーテ川はテックレンブルクの近くで湧出し、ベーファーゲルナー・アー川として山地の南側沿いにライネまで流れ下り、この地でヘーメルター川としてエムス川に合流する。
- グラーネ川とエルティングミューレンバッハ川はバート・イーブルク近郊（南側）で湧出し両者が合流してヘムベルゲン近郊でエムス川に注ぐ。
- ハーゼ川は北に向かいエムス川に流れ込む。水源の北 10 km の地点で、東のヴェーザー川に向かう川が分岐する。
- ヘッセル川は、エムス川に向かって西に流れる。
- ヨハニスバッハ川はビーレフェルト最大の川である。ルッター川と合流した後はアー川と呼ばれ東のヴェレ川に向かって流れる。
- クノッヒェンバッハ川は支流のヴィームベッケ川とともにデトモルトでヴェレ川に合流する。
- リッペ川はライン川の支流で、ゼンネのバート・リップシュプリンゲ近郊で湧出する。
  - グレネ川、上流はハウステンバッハ川と呼ばれ、リップシュタットの西でリッペ川に注ぐ。
  - ツーネ川、上流はシュトローテ川と呼ばれ、リッペ川支流としてリッペ湖に流れ込む。
- ルッター川はビーレフェルダー・パスで湧出する。元々はルッター川の水源の水はすべてエムス方面に流れていたのだが、中世から一部がボーネンバッハ川に誘導された。現在はその誘導部分以降がルッター川あるいはルッターバッハ川と呼ばれ、ビーレフェルトのミルゼ市区でヨハニスバッハ川に合流する。
- ヴァルメナウ川は、メレ付近ではノルトライン=ヴェストファーレン州とニーダーザクセン州との州境をなしている。この川はラーフェンスベルク丘陵地のヴェルターの北から湧出し、エルゼ川に向かって流れる。
- ヴェレ川（ドイツ語版、英語版）は、リッピシェ・ベルクラントの尾根から数 km 東に湧出し、ヘルフォルトでアー川、レーネ近郊でエルゼ川を容れ、バート・エーンハウゼンでヴェーザー川に合流する。
- ヴィントヴェーエ川エルリングハウゼンの山地の北斜面から湧出し、レオポルツヘーエを通ってルッター川（ルッターバッハ川）に注ぐ。

## 地質学

### 形成史
トイトブルクの森の地質学的形成は、中生代末期の約6500万年前から7000万年前に始まった。ザクセンの造山活動の作用により、ライニシェ・マッセの大地塊とニーダーザクジシャー・テクトーゲンとの間に断層が生じた。この断層は現在、オスニング＝シュパルテと呼ばれている。北側の地塊が南に向かって押し、一部の岩層は垂直に押し上げられ、さらに一部は反転した。
この地域は、6550万年前までの中生代の間、ほぼずっと海に覆われていた。第三紀に極めて厚い堆積物が海底に積もった。堆積物は主に陸から運ばれた素材（主には砂である）と海洋生物の殻の石灰からなっていた。堆積物はそれ自体の圧力で固まっていった。砂から砂岩が、石灰沈殿物から石灰岩が形成された。
複数の縦谷が刻まれた現在のトイトブルクの森の景観は、第四紀の氷期に強い浸食力が作用して形成されたものである。

### 尾根
トイトブルクの森の大部分は、3本の平行な尾根で形成されている。北東部および南西の尾根は多くの箇所でこれを横断する谷が刻まれている。しかし中央の尾根を横断する谷はわずかな箇所に存在するだけである。尾根は、硬さの違いによって斜めになった深い岩層が見られる。山地には、わずかだが岩がある。特筆すべきは北西部のデーレンター・クリッペンと南東部のエクステルンシュタイネである。
地質学上最も古い尾根は北側のもので三畳紀のムシェルカルク統に形成された。中央の尾根は白亜紀前期に形成された。この尾根はトイトブルクの森のメインの尾根であり、最高峰のバルナッケン (446.4 m) もこの尾根に存在している。この尾根はオスニング砂岩で形成されている。地質学上最も若いのは南の尾根で白亜紀後期の石灰岩で形成されている。

## 入植史

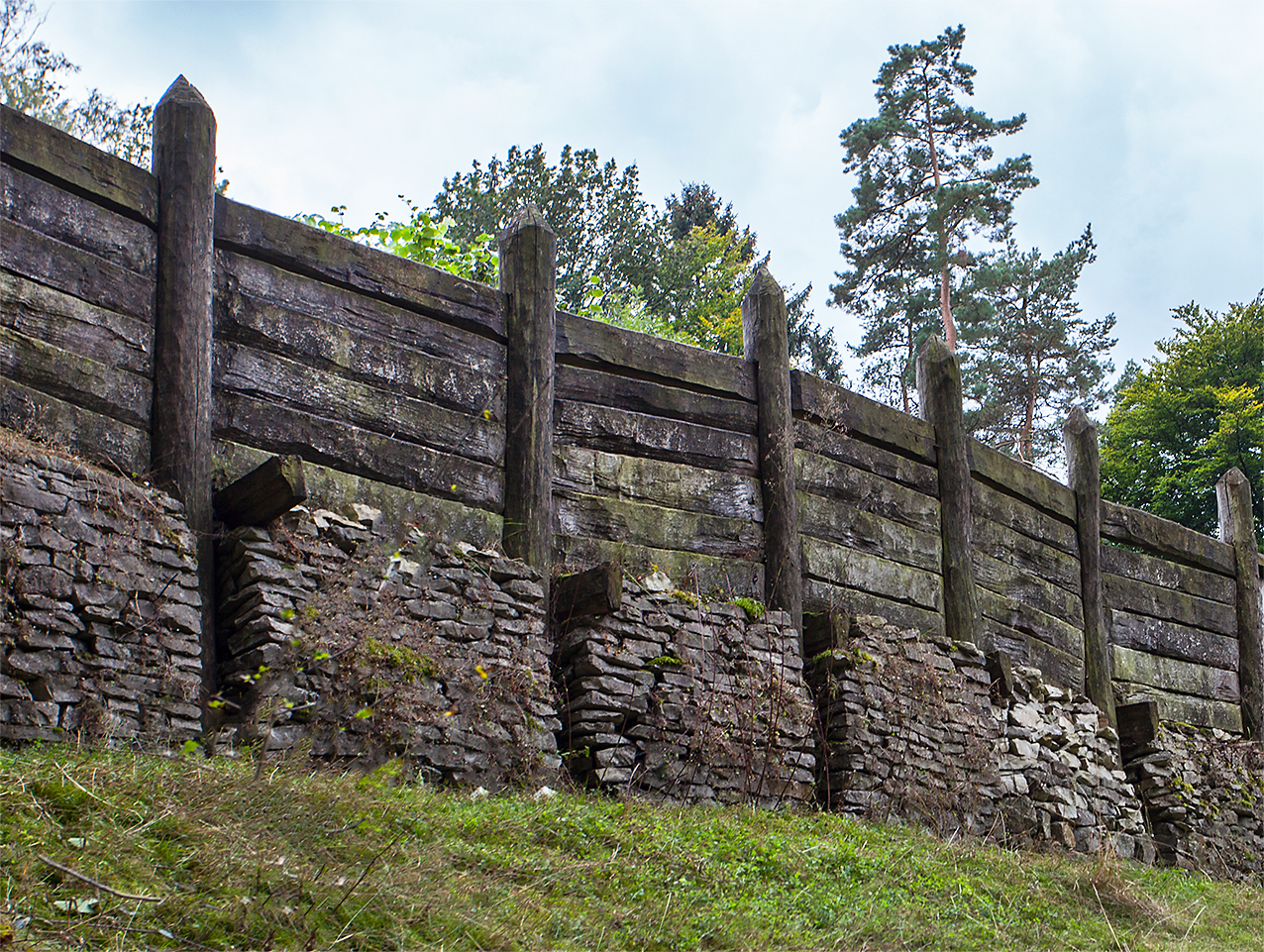
エルリングハウゼン野外考古学博物館に復元された、テンスベルクの土塁城砦

トイトブルクの森の狭い尾根の部分には（ヴィーエン山地やヴェーザー山地と同様に）、おそらくほとんど人は住んでいなかった。しかし平地から飛び出したような丸い山を利用して城砦が築かれた。それは入植地の平地からわずか数 km しか離れておらず、簡単に行き来ができ、建設も容易であった。キリスト生誕の頃に建設された「ライン＝ヴェーザー・ゲルマン人」（ケルスカー族）の避難・民衆城砦は、グローテンベルク（現在のヘルマン記念碑の場所）、ビーレフェルト近郊のヒューネンブルク、エルリングハウゼンのテンスベルクにあった。ビーレフェルトシュティークホルスト管区のレーマースハーゲン市区にあるレーヴェンブルク (Löwenburg) は、同じく土塁を巡らせた城砦で、中世盛期まで使用されていた。城の名前は、ハインリヒ獅子公 (Heinrich der Löwen) にちなんだものである。

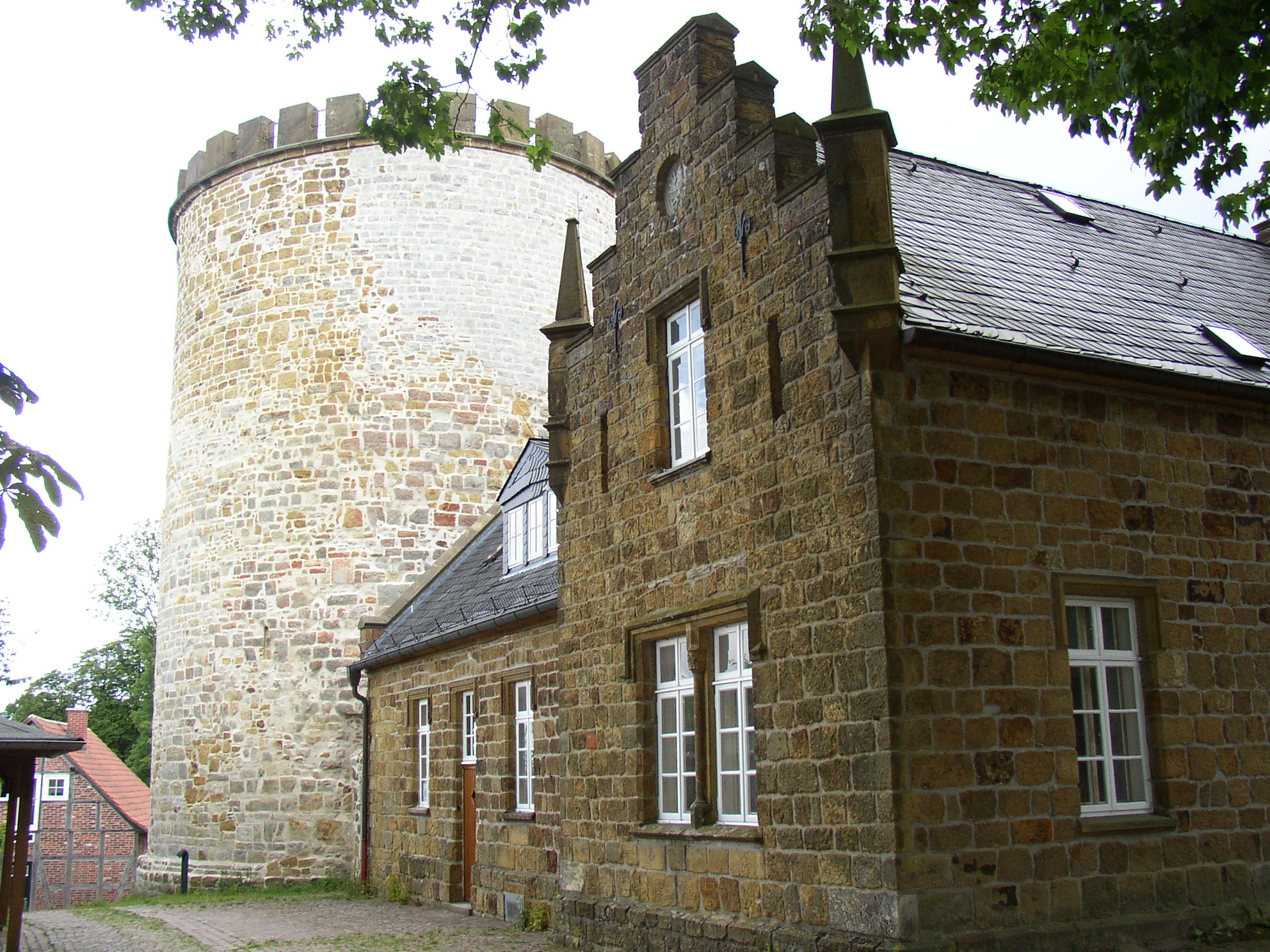
ラーフェンスベルク城趾

これに加えて、トイトブルクの森には2つの騎士の城があり、現在ではオリジナルに従って復元されている。ボルクホルツハウゼンのラーフェンスベルク城はラーフェンスベルガー・ラントの地名の由来となった。ラーフェンスベルク伯は後に、その居城をラーフェンスベルク城からビーレフェルトのシュパレンブルク城に移した。シュパレン図形は、現在、ビーレフェルトやラーフェンスベルガー・ラント全域あるいは1910年代までこの地域を治めたブランデンブルクの領主の役所の紋章デザインに使われていた。この他の伯の城にテックレンブルクのテックレンブルク城があった。この城は、テックレンブルク伯がプロイセンに降った後、1744年にプロイセン政府の命令により放棄させられた。この地域は、この伯にちなんで、テックレンブルガー・ラントと呼ばれる。
中央ヨーロッパで森が極小となり、耕作地が拡大した中世後期には、尾根の地域も林業に利用されたが、現在は再び植林がなされている。再び森に戻されなかった耕作地の一つがビーレフェルトのオクゼンハイデである。

## 観光
トイトブルクの森は、純粋な山並みであることを超えて、観光上の「休暇地区トイトブルクの森」とみなされている。オストヴェストファーレン＝リッペ全域（すなわちデトモルト行政管区）は「トイトブルクの森」の名の下にブランド化を進めている。これはドイツ全土で「トイトブルクの森」が比較的有名になることに関わっている。

### ハイキング

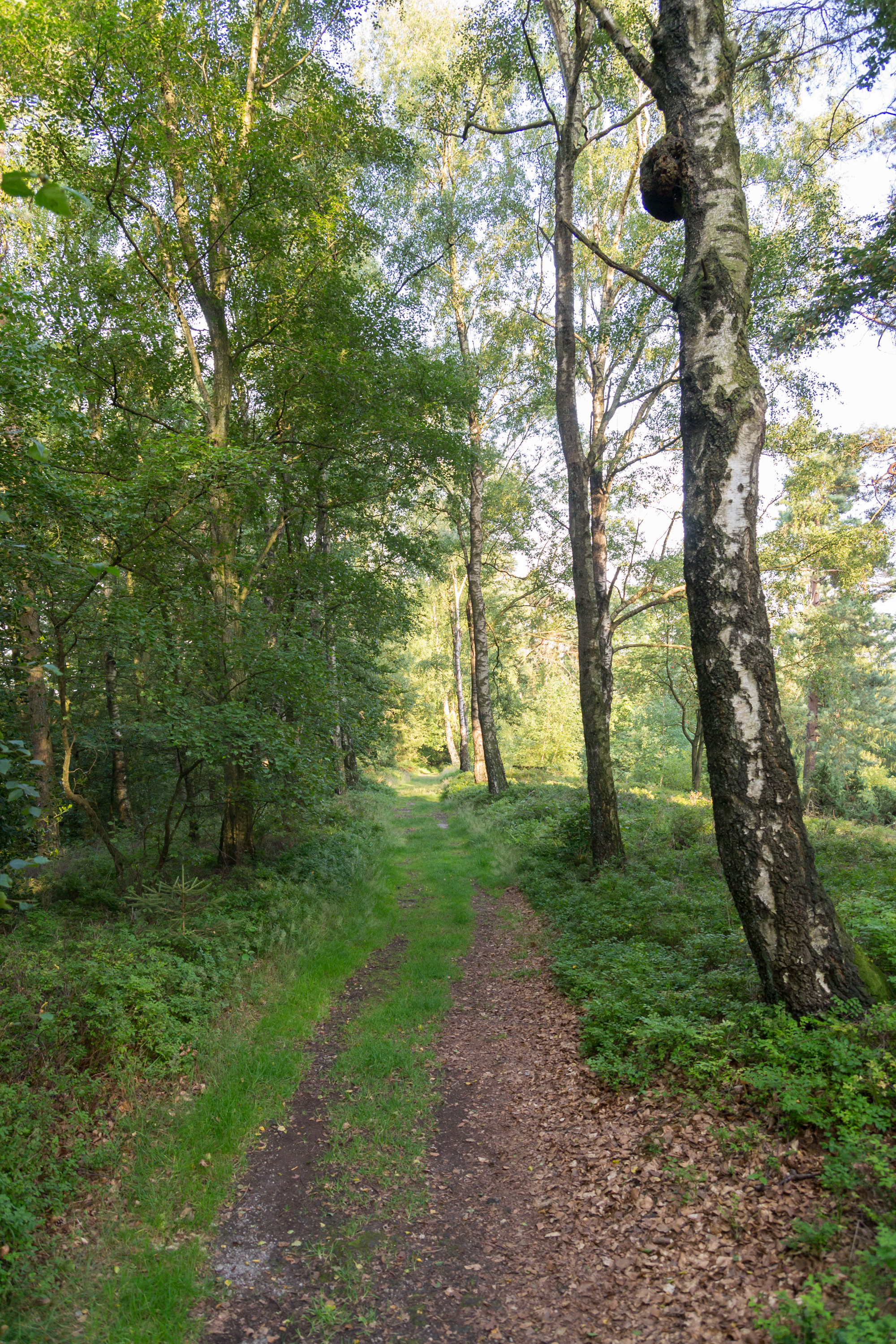
ヘルマンスヴェーク

ほぼ全域が森に覆われたトイトブルクの森は、密に張り巡らされた遊歩道網があり、ハイキングに好適の地である。ドイツ広域遊歩道の一つである全長 156 km のヘルマンスヴェークは、ヘルマンスヘーエンの一部であり、ほとんどが尾根伝いに通っている。2008年9月5日からこの遊歩道は、ドイツ・ハイキング協会が認定する優良遊歩道となっている。この遊歩道は、西のビールシュタインと東のグローテンブルクとの間を南北に延びており、ハイカーに人気のハイデンバッハタールを通る。やはりドイツ・ハイキング協会の基準に基づき高い評価を得ているのがエッゲヴェークである。この遊歩道はヘルマンスヴェークとともにヘルマンスヘーエンの標識を共有している。この他、「休暇地区トイトブルクの森」の高い評価を受けている遊歩道としては、アルテンベーケン近郊のヴィアドゥクト遊歩道とヘルフォルトとハーメルンを結ぶハンザヴェークがある。

### 健康、保養
「休暇地区トイトブルクの森」には、健康分野で人気の高い温泉が全部で 7箇所ある。古典的な湯治客や静養客の他に、狭義の療養に該当しないリフレッシュ休暇客の受け容れも拡大している。病院の医療コンセプトやホテル施設もこうした指向と関連づけられている。

### 見所

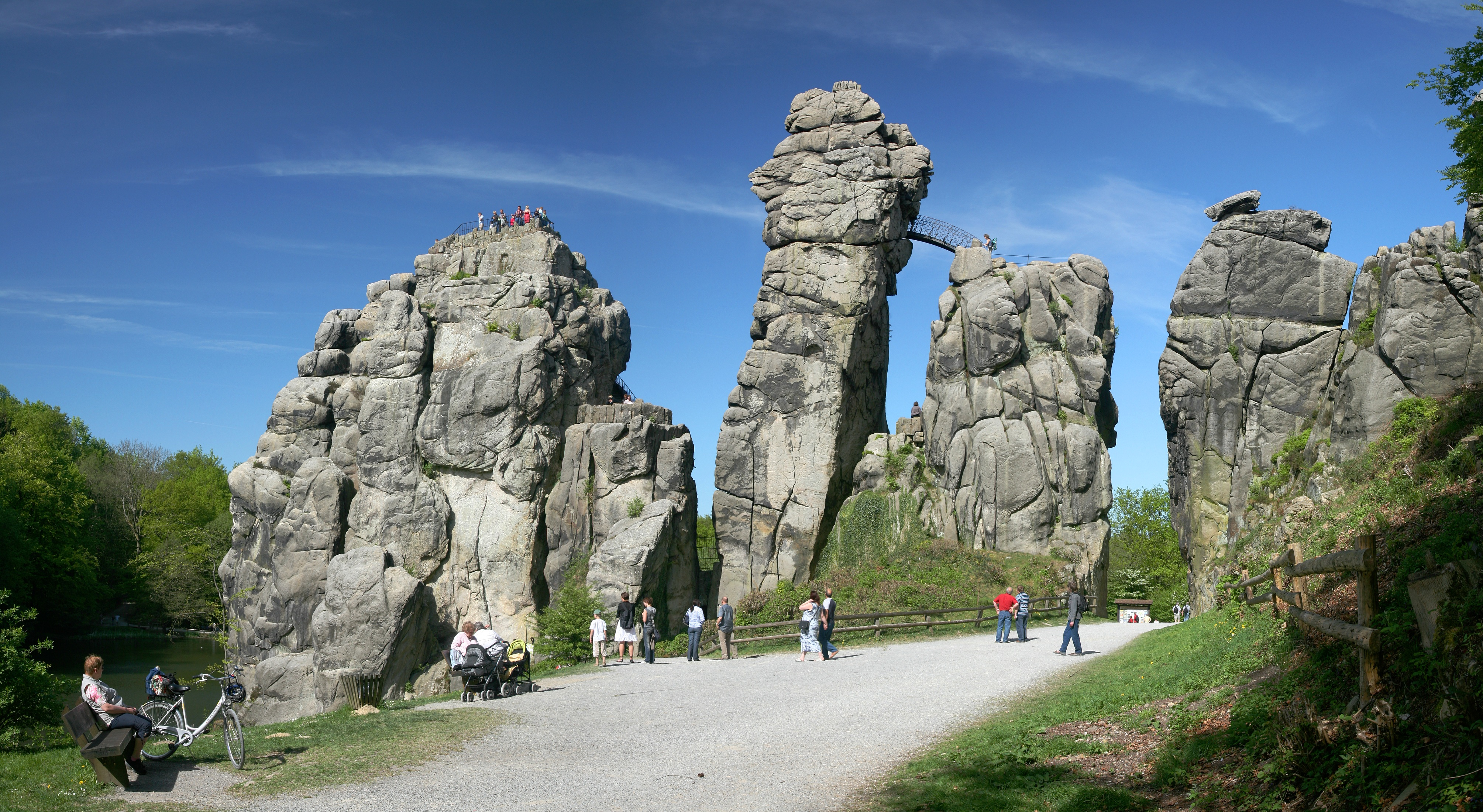
エクステルンシュタイネ

トイトブルクの森やその周辺のハイキングの目的地および見所は以下のものがある。
- デーレンター・クリッペン、「ホッケンデンの女」岩を含む砂岩群、イベンビューレン近郊
- ドノパー池、ヒデンゼンとピヴィッツハイデV.H.との間にある自然保護地域
- エッゲ山地、トイトブルクの森の南東に隣接してつながっている山地
- エクステルンシュタイネ（ドイツ語版、英語版）、砂岩群、ホルン＝バート・マインベルク近郊
- ファルケンブルク城趾、1190年から1194年に建設された城の遺構、デトモルト＝ベルレベック近郊
- フュルステンアレー、現在の州道 L937号線の歴史的区間、ガウゼケーテの南
- ガウゼケーテ、トイトブルクを越える峠道
- ヘルマン記念碑、1838年から1875年に建立された記念碑、デトモルト＝ヒデーゼン近郊
- ヘルマン塔、デーレンベルクに建つ展望塔、ゲオルクスマリーエンヒュッテ近郊
- ヘルマンスヴェーク、遊歩道、ヘルマンスヘーエンヴェークの一部、山の主尾根
- ラーフェンスベルク城、1080年建造、ボルクホルツハウゼン近郊

- デーレンター・クリッペン
- ドノパー池
- ファルケンブルク城趾
- フュルステンアレー
- ガウゼケーテ
- ヘルマン記念碑